# Louis Duval-Arnould
Louis Duval-Arnould, né le 6 août 1863 à Paris 6e (Seine) et mort le 18 février 1942 dans la même ville, est un avocat et un homme politique français, membre de l’Entente puis Union républicaine démocratique.

## Biographie

### Jeunesse
Louis Frédéric Eugène Duval est né le 6 août 1863, dans le 6e arrondissement de Paris. Il est le fils de Louis Isidore Duval (1821-1895), notaire puis gérant de biens et receveur de rentes, et de Geneviève Hermine Sophie Fournier (1827-1914). Il a une sœur, Marie Duval, décédée en 1858 à l’âge de huit ans. 
La famille Duval est originaire de Picardie. Louis Isidore Duval fut maire de Béthisy-Saint-Pierre . Son frère Eugène (1823-1897) fut pharmacien à Beauvais et sa sœur Adèle Marie Célinie (1832-1880) épousa Ambroise Lavaux (1815-1889), cultivateur aisé à la ferme de Courgain (au Pin).
Très tôt, Louis Duval entre comme élève au collège Stanislas en classe de huitième en octobre 1872, et y poursuit sa formation jusqu’en classe de philosophie et l’obtention de son baccalauréat en juillet 1882.
Il fait ses classes au 30e régiment d’artillerie d’Orléans en 1882, et continue jusqu’en 1914 une carrière d’officier de réserve.
Il est diplômé de l’École libre de sciences politiques. En 1888, il est docteur en droit. Sa thèse s'intitule Études sur quelques points de droit romain au Ve siècle, d’après les lettres et les poèmes de Sidoine Apollinaire. Essai sur la législation française du travail des enfants (apprentis et jeunes ouvriers), Paris : impr. de Moquet, 1888, 109-172 p (B.n.F. Tolbiac, 8-F-5965). Il écrit d’autres ouvrages juridiques, et collabore par la suite à la Jurisprudence générale de Dalloz.

### Parcours professionnel
Il devient avocat à la Cour d’appel de Paris, dès 1885, et en 1890-1891 septième secrétaire de la conférence des avocats du barreau de Paris.
Féru d’économie sociale, comme le montrent ses contributions à la Société d'économie sociale dont il devient vice-président puis président (« Les Sociologues improvisés et les études pratiques d'économie sociale »  dans Réforme sociale, 1896), il enseigne dans le même temps l’économie à l’Institut catholique de Paris, et ce jusqu’en 1935.
Membre de plusieurs associations, dont la Société d’Agriculture de France, l’Association française pour la lutte contre le chômage et l’organisation du marché du travail, de la Société générale d'éducation et d'enseignement dans les années 1890, et  aussi de l’Association catholique de la jeunesse française, créée par Albert de Mun, qui a fourni de nombreux cadres et hommes politiques aux partis d'inspiration démocrate-chrétienne, il finit par se lancer en politique net est élu conseiller municipal de Paris. Au Collège Stanislas, il se rend aux conférences de « la Crypte » (organisées par Marc Sangnier) et aux manifestations du Sillon .

### Carrière politique
Après un échec aux élections de 1898, il se représente en 1900 et devient conseiller municipal de Paris en 1900 sous le nom d’usage de Louis Duval-Arnould pour le quartier Saint-Germain-des-Prés. Cette adjonction du patronyme champenois de sa femme lui est contestée peu après par un sien parent, Charles Arnould, alors maire de Reims. Il l’avait utilisé dès 1886 et sera finalement officialisé à l’état-civil.
Il s’inscrit avec les progressistes et libéraux : il devient aussitôt secrétaire du Conseil. Dès l’année suivante, il est élu vice-président de cette assemblée et ce jusqu’en 1919,, assistant par exemple d’autres anciens élèves du Collège Stanislas, Louis Dausset et Adrien Mithouard,  présidents du conseil municipal de Paris.
Également conseiller général de Paris, il ne se représente pas au Conseil municipal, choisissant de mener son action sociale d’inspiration chrétienne à l’assemblée nationale.
Inscrit à l’Entente républicaine démocratique, il est élu Député de la 3e circonscription de la Seine le 16 novembre 1919, en même temps que Marc Sangnier. Il est réélu en 1924, 1928 et 1932, puis battu en 1936 par Fernand Wiedemann-Goiran . Il joue un rôle très actif à l’Assemblée, notamment dans les commissions du travail, des travaux publics et des moyens de communication. Il se révèle aussi comme un défenseur de la cause nataliste et des droits des anciens combattants,.
En mai 1920, il est nommé membre du comité directeur de la Ligue des patriotes présidée par Maurice Barrès.
Un temps membre des Croix de Feu, il se rapproche finalement de Georges Pernot fondateur de l’Union républicaine.
Sa défaite de 1936 fait renoncer Louis Duval-Arnould (dont le nom d’usage devient officiellement d’état-civil en mars 1921 par adjonction du patronyme de son épouse) a ses actions politiques ; en 1936, il est déjà âgé de soixante-treize ans.  Il reste toutefois, jusqu’en 1939, vice-président de la Fédération républicaine de France de Louis Marin.

## Mandats électifs
- 1900-1919 : conseiller municipal de Paris ; il en est vice-président de 1901 à 1919, et président du Comité du budget de la Ville de Paris ;
- ?-1919 : conseiller général de la Seine ;
- 16/11/1919 - 11/05/1924 : Député de la 3e circonscription de la Seine, inscrit sur la liste de l’Entente républicaine démocratique (E.R.D.) ;
- 11/05/1924 - 22/04/1928 : Député de la 3e circonscription de la Seine, inscrit sur la liste de l’Union républicaine démocratique (U.R.D.) ;
- 22/04/1928 - 01/05/1932 : Député de la Seine [VIe  Arrondissement de Paris - Seconde circonscription], inscrit sur la liste de l’Union républicaine démocratique (U.R.D.) ;
- 01/05/1932 - 03/05/1936 : Député de la Seine [VIe  Arrondissement de Paris - Seconde circonscription], inscrit sur la liste de la Fédération républicaine.

## Décorations
Chevalier de la Légion d’honneur en 1913, et officier de réserve, il est affecté comme capitaine d’artillerie en 1914, commandant une batterie du 73e régiment d'artillerie , mais est blessé au combat, il est promu officier de la Légion d’honneur à titre militaire.

## Famille
Le 16 août 1885 à Paris, Louis Duval épouse une jeune fille de la bourgeoisie parisienne, Herminie ‘’Paule’’ Léonie Marie Arnould, née à Trigny (Marne) le 3 octobre 1859. Elle est  la fille de Edmond Arnould (Reims, 1821-Trigny, 1883) et de Paule Baltard (Rome, 1834-Paris, 1916), fille du célèbre architecte Victor Baltard (1805-1874).
Le couple donne naissance à sept enfants, ce qui explique notamment l’implication de Louis Duval-Arnould dans la défense des familles nombreuses, tant à l’Assemblée nationale, qu’au sein de diverses associations comme le Conseil supérieur de la natalité, dont il est vice-président, de la Plus grande famille, de l’Alliance nationale, et de la fédération nationale des associations de familles nombreuses, dont il est le président. Comme leur père, ses cinq fils prirent part aux combats de la Première Guerre mondiale, dont un tomba au champ d’honneur en 1918.
Leurs enfants furent :
1. Louise, née à Paris (6e) le  22 juillet 1886, décédée à Villerest le 15 septembre 1975, entrée en religion en 1910 chez les Petites sœurs de l’Assomption, et reçoit le nom de sœur Marie-Madeleine de l'Eucharistie ;
2. Paul, exploitant agricole à Clairoix (au Clos de l'Aronde, actuelle mairie), né à Trigny, le 16 septembre 1887, décédé à Clairoix le 18 décembre 1970, chevalier de la Légion d'honneur, croix de guerre 1914-1918. Épouse à Paris le 22 février 1911 Marie-Louise Parmentier (1889-1975), dont sept enfants ;
3. François, ingénieur chimiste, né à sceaux le 9 août 1888, décédé à Louveciennes le 17 janvier 1981, chevalier de la Légion d'Honneur, croix de guerre 1914-1918. Épouse à Paris le 14 décembre 1913 Denise Prache (1892-1975), fille du député de la Seine et conseiller de Paris Laurent Prache, dont sept enfants ;
4. Sophie, née à Paris le 12 octobre 1890, y décédée le 29 avril 1990. Épouse à Paris le 21 octobre 1912 Robert Facque (1886-1955), avocat, chevalier de la Légion d'honneur, dont sept enfants ;
5. Raymond, médecin, né à Paris le 6 novembre 1892, y décédé le 27 février 1983, officier de la Légion d'Honneur, croix de guerre 1914-1918, croix des Services militaires volontaires, chevalier du Mérite social. Épouse à Paris le 2 août 1917 Hélène Annibert (1891-1979), dont dix enfants ;
6. Remy, né à Paris le 9 janvier 1894, mort pour la France à Chaumuzy (Marne), au combat du bois d’Éclisse. Comme son père, il avait été élève au collège Stanislas. Il était clerc tonsuré du diocèse de Paris en 1914 et élève au grand séminaire d’Issy-les-Moulineaux ; sous-lieutenant au 228e régiment d’artillerie comme téléphoniste, chevalier de la Légion d’honneur, Croix de guerre avec palmes, Croix du mérite de guerre italien, une citation à l’ordre de la division, un autre à l’ordre de l’armée : « Tombé glorieusement […] au cours d’une reconnaissance qu’il effectuait sous un violent bombardement. » [16].
7. Marc, journaliste, né à Paris le 9 janvier 1898, décédé à Laon le 29 octobre 1944. Officier de la Légion d'honneur, Croix de Guerre des TOE, Croix de Guerre 1914-1918 (7 citations), Croix de guerre 1939-1940, Croix du Combattant volontaire. Épouse à Saint-Dizier le 20 novembre 1921, Bernadette de La Fournière (1900-1965), dont 8 enfants.

En 1920, le couple avait acquis à Clairoix une ancienne propriété ayant appartenu à Alexis de Tocqueville, nommée le « Clos de l’Aronde ». Devenue en 1977 propriété de la commune, elle est devenue mairie en 1991.
Après 57 ans de mariage, sept enfants et trente-neuf petits enfants, Paule Arnould meurt à Paris le 12 février 1942. Louis Duval-Arnould la suit dans la tombe quelques jours après, le 18 février 1942, à l’âge de 78 ans.

### Sources
- Cheryl A. Koos, «  The (Anti)Republican Right and the Gendered Politics of the Family: The Case of Louis Duval-Arnould and Georges Pernot (1919-1936)  », document non publié présenté à la Society for French Historical Studies, 2004 ; cité par : Geoff Read, « He Is Depending on You: Militarism, Martyrdom, and the Appeal to Manliness in the Case of France’s ‘Croix de Feu’, 1931-1940 », Journal of the Canadian Historical Association / Revue de la Société historique du Canada, vol. 16, n° 1, 2005, p. 261-291 en ligne, consulté le 5 avril 2011, p. 272, note 44.
- Généalogies de la famille Baltard / Arnould en ligne, consultées le 5 avril 2011.
- « Louis Duval-Arnould », dans le Dictionnaire des parlementaires français (1889-1940), sous la direction de Jean Jolly, PUF, 1960 [détail de l’édition]